# Iglesia de San Agustín (Castellón de la Plana)
La iglesia de San Agustín, ubicada en la calle Mayor 82 de Castellón de la Plana, en la comarca de la Plana Alta, también conocida como Iglesia del exconvento de San Agustín, es un edificio catalogado, de manera genérica, como Bien de Relevancia Local, según la Disposición Adicional Quinta de la Ley 5/2007, de 9 de febrero, de la Generalitat, de modificación de la Ley 4/1998, de 11 de junio, del Patrimonio Cultural Valenciano (DOCV Núm. 5.449 / 13/02/2007), con código: 12.05.040-008. Pertenece a la Diócesis de Segorbe Castellón.

## Historia
La actual iglesia de San Agustín es lo que queda del antiguo Convento de los Padres Agustinos de la ciudad de Castellón. Se dispone de documentación que habla de la existencia de un Convento de San Agustín en la ciudad a mediados del siglo XIV, que ya sufrió una reconstrucción en 1393, la cual no sería la última que sufriera a lo largo de su historia.
El templo actual data del siglo XVII, presentando una fachada de estilo barroco y un retablo del altar mayor datado en 1771 y obra del escultor José Vergara y el dorador Gonzalo Coll, así como un interior decorado con frescos de Joaquín Oliet.
En el año 1835 es clausurada y cedido, ya en el año 1849, el complejo de instalaciones conventuales al Ayuntamiento de Castellón, institución que usó las dependencias para diversos organismos públicos como sede del Gobierno Civil, Delegación de Hacienda, e incluso cuartel militar.
Ya entrada la década de los años 50 del sigloXX, los edificios del convento con su iglesia fueron devueltos a Orden de los Agustinos, en concreto a su Provincia de Castilla el 19 de octubre de 1957, cosa que permitió a los agustinos volver a la ciudad.
Como consecuencia de la especulación urbanística, en el año 1974 se derruyó todo menos la Iglesia conventual, que pudo restaurarse y volverse a abrir al culto, aunque no fuera parroquia. En su lugar se edificaron bloques de viviendas. Desaparecieron también de manera extraña las esculturas de Ignacio Vergara que presidían el nicho principal del altar mayor